# 富驿镇
富驿镇，是中华人民共和国四川省绵阳市盐亭县下辖的一个乡镇级行政单位。2019年12月，撤销金安乡，将原金安乡和原永泰乡五柳村及原石牛庙乡宝溪村、荆桅村4至6组所属行政区域划归富驿镇管辖，富驿镇人民政府驻富驿路下段24号。

## 行政区划
富驿镇下辖以下地区：
五马社区、文汇社区、宝山社区、前锋村、红星村、民主村、生产村、五星村、团结村、幸福村、红旗村、进步村、跃进村、火星村、断桥村、红祠村、观斗村、回龙村、极庵村、新坪村、青献村、元山村、小庄村、社塘村、喻河村、长春村、梨园村、碧山村、泰山村、铜鼓村、石笋村、努力村、共和村、前进村、和平村、太平村和荣光村。